# Juan de Flandes
Juan de Flandes (Gand, 1450 circa – Palencia, 1519) è stato un pittore fiammingo, ma attivo in Spagna dal 1496 fino alla sua morte, rappresentando uno dei maggiori artisti rinascimentali spagnoli.

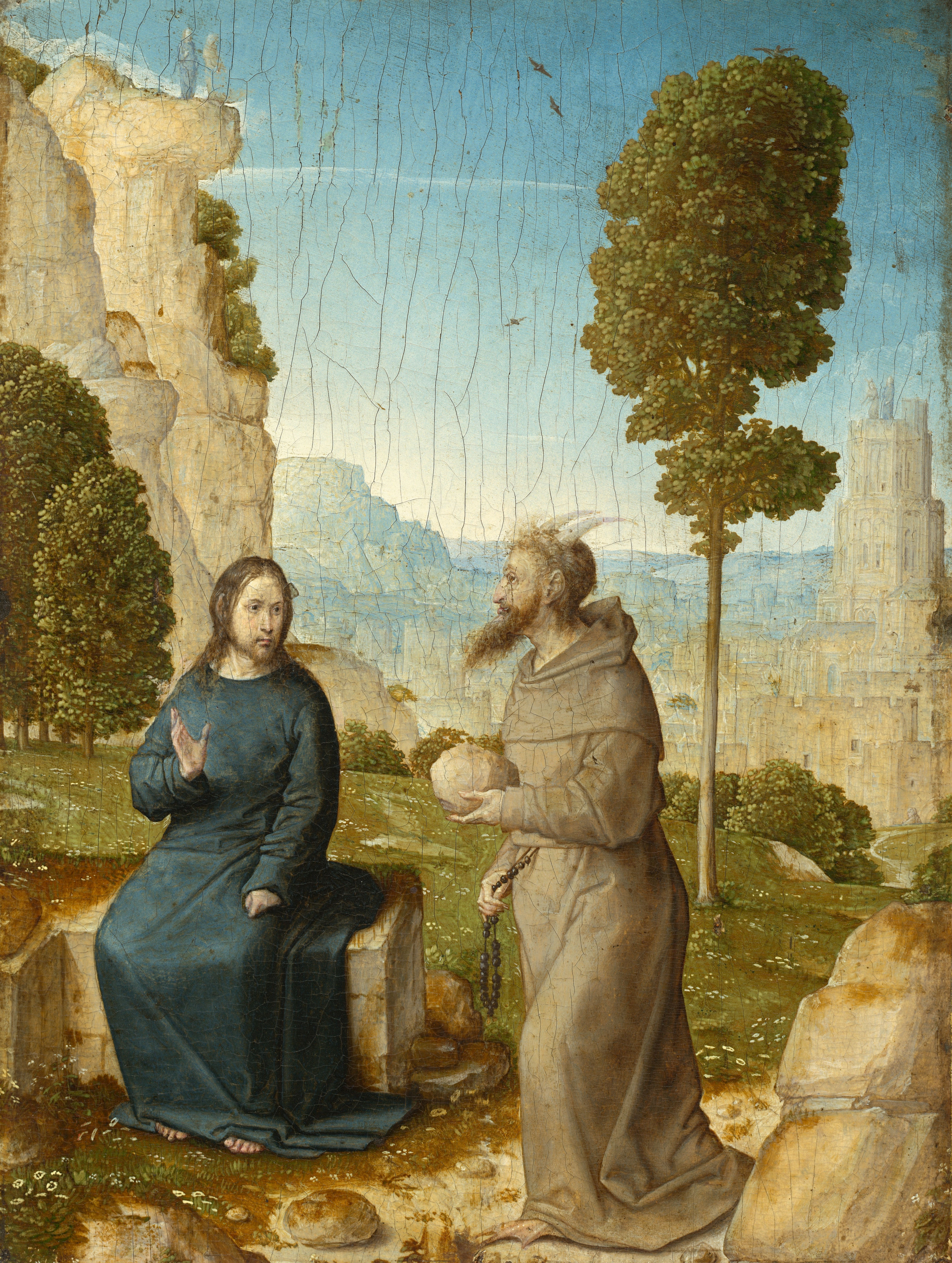
Juan de Flandes, Tentazione di Cristo, 1496-1499, Washington, National Gallery of Art.

Si fa appartenere alla scuola di Giusto di Gand e dopo aver girovagato per l'Italia giunge nella penisola iberica dove sarà al servizio di Isabella la Cattolica estimatrice dell'arte fiamminga.
Infatti come aspetto caratterizzante della pittura di de Flandes abbiamo la minuziosa cura dei particolari con studio sulla luminosità ed i colori che creavano immagini molto delicate, oltreché un'ottima padronanza disegnativa e prospettica.
Alla corte della regina di Castiglia esegue un retablo con scene della vita di Cristo ed un polittico composto di quarantasei tavole, ma di cui oggi ne rimangono solamente ventisette (quindici di queste sono conservate nel Palazzo reale di Madrid). Le dimensioni di queste tavole sono molto ridotte circa 20 X 15 cm, quindi questo fatto lo lega molto alle produzioni fiamminghe le quali comunque stupiscono sempre per la loro tecnica miniaturistica.
Alla morte della regina si trasferisce a Palencia dove rimarrà fino alla sua morte, anche se trascorrerà un breve soggiorno nella città di Salamanca dove realizza l'"Altare di San Michele" nella cattedrale vecchia e l'altare maggiore nella cappella universitaria.
 Dal momento che nella Spagna di quel periodo erano permessi dipingere solo immagini sacre e ritratti possiamo comunque vedere da alcune opere di de Flandes i paesaggi castigliani dell'epoca.

## Galleria delle opere

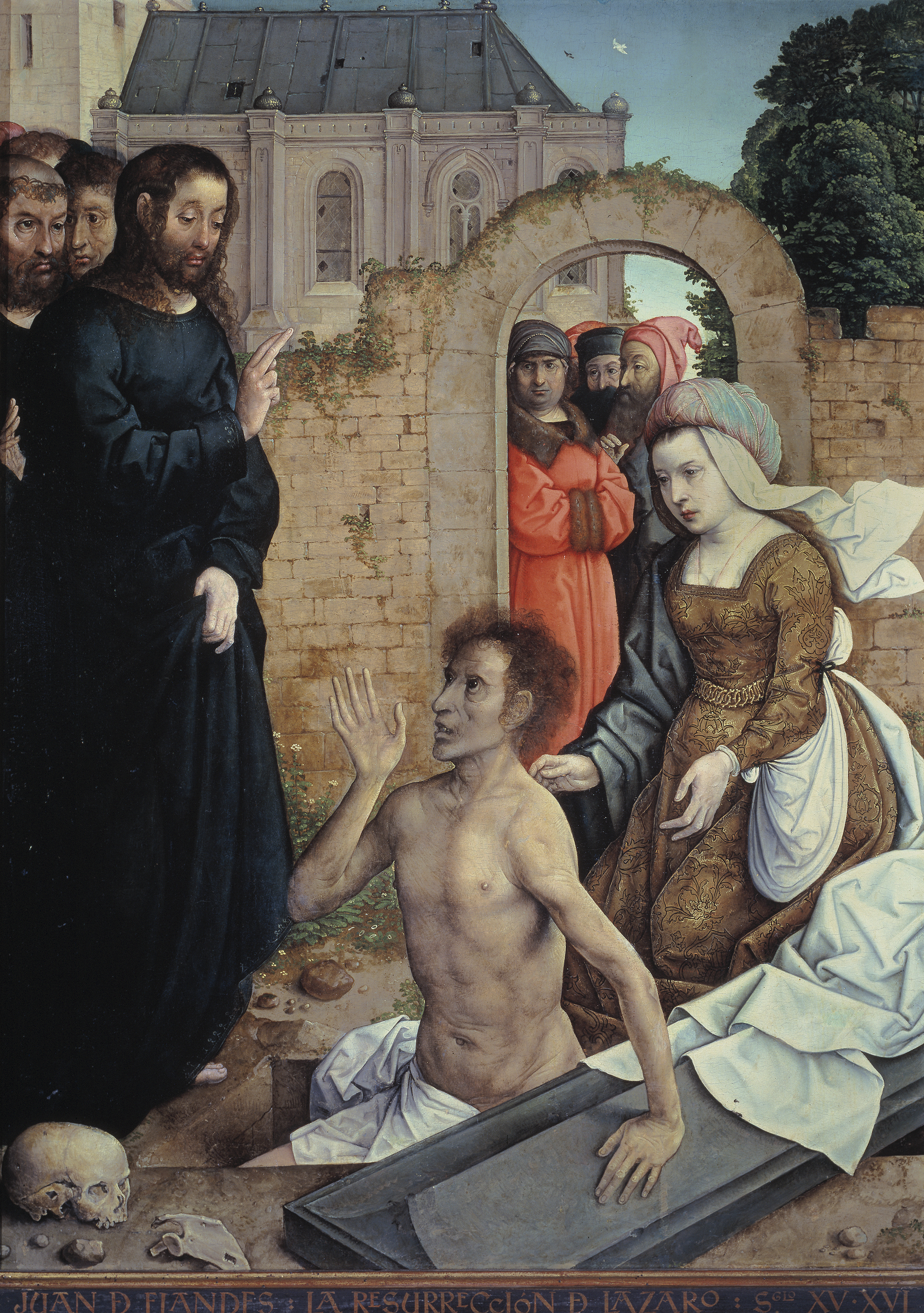
Resurrezione di Lazzaro
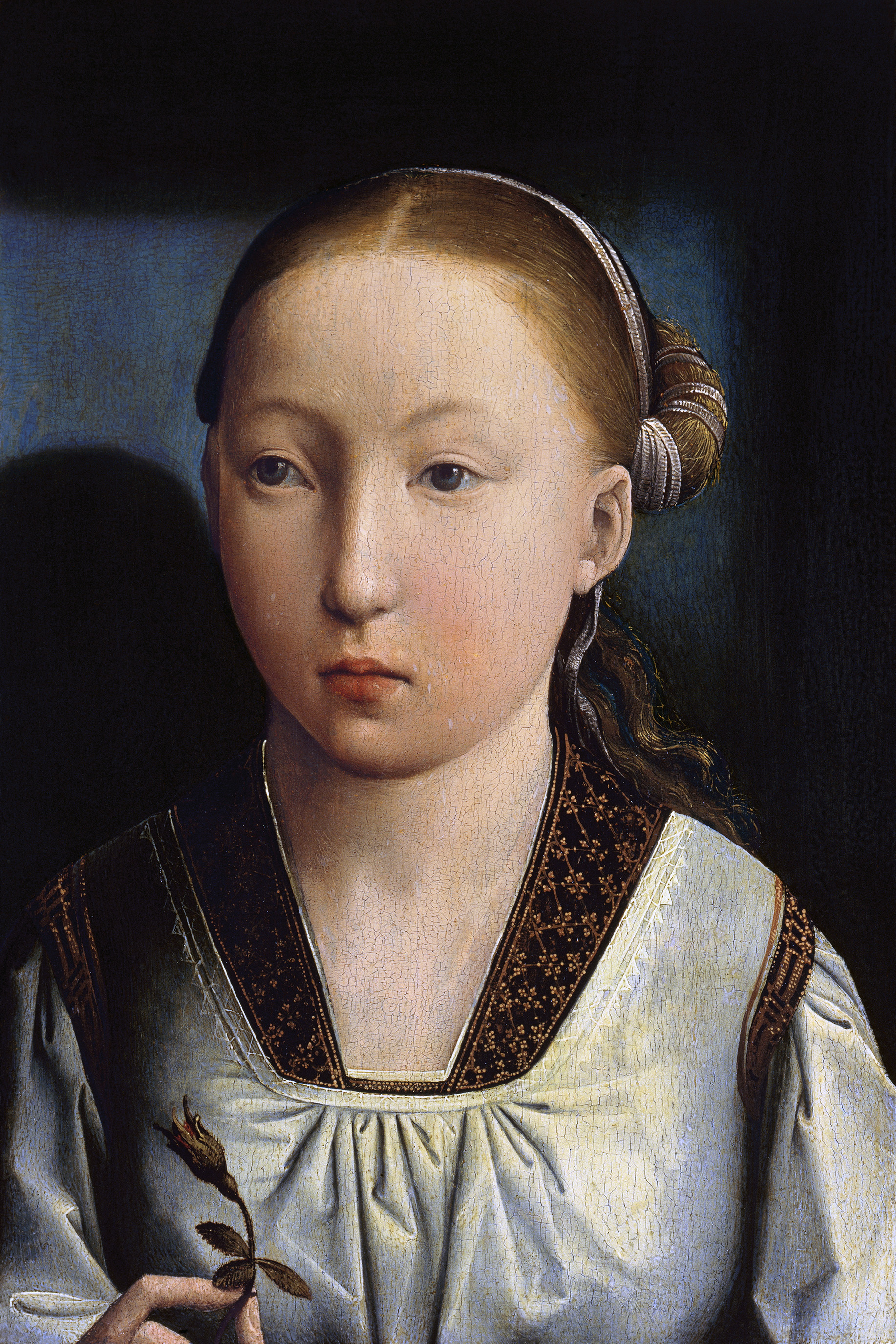
Ritratto di una giovane ragazza